# Wittenbach (Wilburgstetten)
Wittenbach ist ein Gemeindeteil der Gemeinde Wilburgstetten im Landkreis Ansbach (Mittelfranken, Bayern). Die Gemarkung Wittenbach hat eine Fläche von 4,526 km². Sie ist in 418 Flurstücke aufgeteilt, die eine durchschnittliche Fläche von 10.827,20 m² haben. In ihr liegen neben dem namensgebenden Ort die Gemeindeteile Beermühle und Burgstallhof.

## Geografie
Das Dorf liegt am Höllbach, einem rechten Zufluss der Rotach. Der Ort befindet sich mit der südlich gelegenen Beermühle in einer Waldlichtung. Im Westen liegt das Waldgebiet Espan, im Nordwesten Brand, im Nordosten Hetschenlach, im Osten Abelensschlag und im Süden Bärlach. Eine Gemeindeverbindungsstraße führt nach Mönchsroth zur Staatsstraße 2385 (1,9 km nordwestlich) bzw. nach Wilburgstetten zur Bundesstraße 25 (1,3 km nordöstlich). Eine weitere Gemeindeverbindungsstraße führt nach Unterbronnen (2 km südwestlich).

## Geschichte
Das Hochgericht und die Dorf- und Gemeindeherrschaft übte das oettingen-spielbergische Oberamt Mönchsroth aus. Die Reichsstadt Dinkelsbühl erhob hochgerichtliche Ansprüche auf ihre Anwesen. Ende des 18. Jahrhunderts bestand Wittenbach (auch Eitenbach genannt) aus 34 Anwesen und 1 Gemeindehirtenhaus. Grundherren waren das Oberamt Mönchsroth (1 Halbhof, 10 Lehengüter, 6 halbe Lehengüter, 3 Lehengütlein, 6 Söldenhäuser, 6 halbe Söldenhäuser, 1 Viertelsöldenhaus) und die Reichsstadt Dinkelsbühl mittelbar für die Kirche Wilburgstetten (2 halbe Lehengüter).
1806 kam der Ort an das Königreich Bayern. Mit dem Gemeindeedikt wurde 1809 der Steuerdistrikt Wittenbach und die Ruralgemeinde Wittenbach gebildet, zu dem bzw. zu der Beermühle, Burgstallhof, Gramstetterhof und Rühlingstetten gehörten. 1820 entstanden zwei Ruralgemeinden:
- Rühlingsstetten;
- Wittenbach mit Beermühle, Burgstallhof und Gramstetterhof.[8][9]

Die Gemeinde Wittenbach war in Verwaltung und Gerichtsbarkeit dem Mediatuntergericht Mönchsroth (ab 1818 Herrschaftsgericht Mönchsroth) zugeordnet und in der Finanzverwaltung dem Rentamt Oettingen (bis 1832 und 1838–1850). Ab 1850 gehörte die Gemeinde zum Landgericht Dinkelsbühl und von 1832 bis 1838 und ab 1850 Rentamt Dinkelsbühl (1919 in Finanzamt Dinkelsbühl umbenannt, seit 1973 Finanzamt Ansbach). Die Verwaltung übernahm 1862 das neu geschaffene Bezirksamt Dinkelsbühl (1939 in Landkreis Dinkelsbühl umbenannt). Die Gerichtsbarkeit blieb beim Landgericht Dinkelsbühl (1879 in das Amtsgericht Dinkelsbühl umgewandelt, das seit 1973 eine Zweigstelle des Amtsgerichtes Ansbach ist). Die Gemeinde hatte 1964 eine Gebietsfläche von 4,962 km². Im Zuge der Gebietsreform in Bayern wurde diese am 1. Januar 1971 nach Wilburgstetten eingemeindet. Mit der Auflösung des Landkreises Dinkelsbühl im Jahr 1972 kam Wittenbach an den Landkreis Ansbach.

### Einwohnerentwicklung
Gemeinde Wittenbach
| Jahr      | 1818   | 1840   | 1852   | 1855   | 1861   | 1867   | 1871   | 1875   | 1880   | 1885   | 1890   | 1895   | 1900   | 1905   | 1910   | 1919   | 1925   | 1933   | 1939   | 1946   | 1950   | 1952   | 1961   | 1970   |
| Einwohner | 191    | 226    | 245    | 240    | 257    | 280    | 279    | 355    | 294    | 287    | 291    | 304    | 285    | 264    | 260    | 250    | 259    | 253    | 233    | 264    | 240    | 218    | 226    | 232    |
| Häuser    | 39     |        |        |        |        |        | 53     |        |        | 60     | 61     |        | 62     |        |        |        | 61     |        |        |        | 56     |        | 56     |        |
| Quelle    | [ 15 ] | [ 16 ] | [ 16 ] | [ 16 ] | [ 17 ] | [ 18 ] | [ 19 ] | [ 20 ] | [ 21 ] | [ 22 ] | [ 23 ] | [ 16 ] | [ 24 ] | [ 16 ] | [ 25 ] | [ 16 ] | [ 26 ] | [ 16 ] | [ 16 ] | [ 16 ] | [ 27 ] | [ 16 ] | [ 11 ] | [ 28 ] |

Ort Wittenbach
| Jahr      | 001818 | 001861 | 001871 | 001885 | 001900 | 001925 | 001950 | 001961 | 001970 | 001987 | 002005 | 002015 |
| Einwohner | 156    | 228    | 244    | 249    | 251    | 229    | 208    | 203    | 204    | 205    | *201   | *248   |
| Häuser    | 33     |        |        | 49     | 55     | 56     | 56     | 51     |        | 70     |        |        |
| Quelle    | [ 15 ] | [ 17 ] | [ 19 ] | [ 22 ] | [ 24 ] | [ 26 ] | [ 27 ] | [ 11 ] | [ 28 ] | [ 29 ] | [ 1 ]  | [ 1 ]  |

## Religion
Der Ort ist seit der Reformation gemischt konfessionell. Die Katholiken sind nach St. Margareta (Wilburgstetten) gepfarrt, die Protestanten nach St. Oswald und Ägidius (Mönchsroth).